# Пођалто (Империја)
Пођалто је насеље у Италији у округу Империја, региону Лигурија.
Према процени из 2011. у насељу је живело 57 становника. Насеље се налази на надморској висини од 545 м.